# Love for Sale (album, Boney M.)
Love for Sale je druhé album skupiny Boney M., které vyšlo v květnu roku 1977. Album obsahuje píseň Ma Baker, která se umístila na 96. místě v hitparádě Billboard Hot 100 a na 31. místě hitparády Club Play Singles.

## Seznam skladeb
Strana A:
1. "Ma Baker" (Frank Farian, Fred Jay, George Reyam (Hans-Jörg Mayer)) - 4:36
2. "Love for Sale" (Cole Porter) - 4:47
3. "Belfast" (Hillsbury, Deutscher, Menke) - 3:31
4. "Have You Ever Seen the Rain?" (John Fogerty) - 2:40
5. "Gloria, Can You Waddle" (Frank Farian, George Reyam) - 3:57

Strana B:
1. "Plantation Boy" (Fred Jay, King) - 4:27
2. "Motherless Child" (Frank Farian, Liz Mitchell) - 4:58
3. "Silent Lover" (Frank Farian, Keith Forsey, Fred Jay) - 4:14
4. "A Woman Can Change a Man" (Frank Farian, Fred Jay) - 3:33
5. "Still I'm Sad" (Jim McCarty, Paul Samwell-Smith) - 4:34